# Molekulární modelování
Molekulární modelování je vědní disciplína studující molekulové systémy pomocí tvorby modelů. Molekulární modely dříve bývaly fyzické objekty podobné klasickému modelářství a umožňovaly představu o struktuře látky. Dnes se molekulární modely studují především pomocí výpočetní techniky, která poskytuje více možností analýzy. Umožňuje modelovou vizualizaci molekul a jejich seskupení v nanoměřítku, ale také výpočty řady praktických vlastností látek v molekulárním měřítku. Molekulární modelování tak dnes zahrnuje i metody, které mohou zkoumat strukturu, dynamiku, povrchové vlastnosti a termodynamiku chemických systémů.
Molekulární modelování nachází uplatnění všude tam, kde je třeba pochopit fungování molekulového systému v atomárním měřítku, ať už v biologii, chemii, či fyzice a jejich podoborech. Stále větší uplatnění nachází také nový směr chemického výzkumu, výpočetní chemie, v níž je klasický experiment nahrazen počítačovou simulací.